# Чемпионат Европы по самбо 2020
Чемпионат Европы по самбо 2020 года первоначально планировалось провести 21-25 мая в Екатеринбурге (Россия). Решение об этом было принято в мае 2019 года на конгрессе Европейской федерации самбо. Но из-за эпидемии коронавируса Исполком Европейской федерации самбо перенёс начало чемпионата на 17-21 сентября.